# محمد محمود الصواف
محمد محمود الصواف (1915-1992) أحد علماء العراق والدعاة الإسلاميين، ولد في مدينة الموصل، ودرس في الأزهر، أسس جماعة الإخوان المسلمين في العراق وكان أول مراقب لها، وشارك في حرب فلسطين، وهاجر إلى السعودية وعمل مستشارا للملك فيصل آل سعود، وتوفي في تركيا، وكان من الذين جمعوا بين العمل السياسي والإسلامي.

## نشاة الصواف
ولد محمد محمود الصواف بالموصل في (شوال 1334هـ) الموافق (1915م) في أسرة عُرفت بالصلاح، وتعمل بالزراعة والتجارة، وتلقّى في صغره تعليمًا في المدارس التابعة للمساجد أتم حفظه للقرآن الكريم في سن مبكرة، ثم درس مبادئ اللغة العربية والشريعة بحيث تأهل ليلتحق بالمدرسة الفيصلية التي أنشأها العالم «عبد الله النعمة» المعروف في مدينة الموصل، والذي كان له تأثير كبير في شخصية الصواف فيما بعد.
ازدادت روحانية الصواف في صغره عند التقائه بعالم الموصل وإمامها الشيخ محمد الرضواني؛ فكان يلازمه لسنوات في صلاة الفجر، ويبقيان يذكران الله حتى طلوع الشمس من كل يوم، ثم يخرجان سويا إلى دروس العلم والفقه.
تخرج في المدرسة الفيصلية عام (1355هـ/ 1936م) ثم عمل معلماً في بعض المدارس الابتدائية ثم الثانوية، إلا أنه كان لا يريد أن يبقى حبيس التدريس؛ ولذلك استقال من عمله، فذهب إلى مدينة القاهرة، في مصر، والتحق بجامع الأزهر الشريف، في كلية الشريعة عام 1943م وهو في الثلاثين من عمره.

## العلم والدعوة في مصر
أقبل الصواف في القاهرة على العلم الشرعي، إذا استطاع اختصار سنوات الدارسة إلى النصف، وأن يحصل على شهادة الإجازة العالية وهي تعادل الليسانس أو البكالوريوس ثم درجة التخصص في القضاء وتعادل الماجستير جميعها في 3 سنوات بدلاً من 6 سنوات في عام 1946. وتناقلت الصحافة تلك الأخبار في حينه، كما أثنى عليه الإمام مصطفى عبد الرازق شيخ الأزهر في حينه، وقال له: يا ولدي لقد فعلت ما يشبه المعجزة.

الشيخ الصواف مع مجموعة من شباب جماعة الإخوان المسلمين، وهم: السباعي، الدواليبي، الأميري، المبارك

كانت القاهرة في تلك الفترة عاصمة حية تموج بالأفكار والتيارات السياسية المختلفة، وكان الوافد إليها يجد بُغيته من المناهل الثقافية والفكرية المتعددة، وكان النبوغ جزءًا من سمات ذلك العصر، وكان اعتناق الأفكار والمبادئ بدرجة من المثالية والنقاء سمة غالبة في أبناء هذا الجيل. وكانت دعوة الإخوان المسلمين من أبرز الدعوات الرائجة في الساحة المصرية آنذاك، واستطاعت أن تجذب إليها مجاميع من شباب مصر والعالم الإسلامي، ومنهم الصواف الذي ساهم في تأسيس قسم الاتصال بالعالم الإسلامي في هذه الجماعة.

## العودة وتأسيس إخوانالعراق

الشيخ الصواف ويظهر خلفه شعار الإخوان المسلمين

بعد أن عاد الصواف إلى العراق بعد حصوله على العلم من الأزهر الشريف، وتبنّيه فكر الإخوان المسلمين، ورأى أن يبدأ الدعوة من خلال العمل الشعبي في المساجد والجمعيات والخطابة والتدريس.

الشيخ الصواف مع مجموعة من شباب الإخوان

وصف الصواف بأنه كان ذا فراسة، وتجلّت تلك الصفة في اجتذابه علامة العراق الكبير الشيخ أمجد الزهاوي إلى جماعة الإخوان المسلمين، وكان أمجد الزهاوي قاضيا وعالما معروفا في مدينة بغداد، فاستطاع الصواف أن ينقله من حياته السابقة إلى حياة الدعوة والعمل رغم أنه بلغ في تلك الفترة سن المعاش. وتحدث عن هذه الصفة في الصواف الشيخ علي الطنطاوي في كتابه رجال من التاريخ، فقال:«كان الشيخ أمجد كنزا مخبوءاً فكشفه الصواف، كان كتابا عظيما مخطوطا لا يعرفه الناس فطبعه الصواف ونشره».

### عمله في العراق
عمل الصوّاف مدرساً في كلية الشريعة في الأعظمية ببغداد مفضلا التعليم على القضاء الذي يحمل درجة التخصص فيهِ من الأزهر، وأنشأ جمعية الأمر بالمعروف والنهي عن المنكر، ثم أسس مع الشيخ أمجد الزهاوي جمعية الأخوة الإسلامية سنة 1948 والتي هي واجهة عمل الإخوان في العراق، وأصدر مجلة الأخوة الإسلامية التي استمرت بالصدور عامين حتى أغلقتها حكومة «نوري السعيد» في العهد الملكي، وألغت الجمعية.
وأثار توقيع حكومة العراق معاهدة بورتسموث مع الإنجليز في 15 يناير 1948م غضباً لدى الشارع العراقي في حينه، فكان الصواف بخطبه النارية يمثل المعارضة، فسُجِن على أثر ذلك وفُصِل من عمله.

## الصوافوفلسطين
عُرف عن الصواف بأنه كان عالماً مجاهداً، إذ احتلت المسألة الفلسطينية صدارة جهاده؛ فعندما دخلت الجيوش العربية فلسطين وتم إعلان قيام دولة إسرائيل في 15 من مايو 1948م  كان الصواف وإخوانه من الإخوان المسلمين في العراق في طليعة المجاهدين العراقيين الذين ذهبوا إلى حرب فلسطين؛ فقد خرج على رأس مجموعة من الإخوان العراقيين إلى فلسطين بعدما جهّز 3 أفواج بكامل عتادها وسلاحها، وكان يقول: (إن معركة فلسطين هي امتداد لمعارك صلاح الدين بالأمس«، وقد دوٌن قصة هذا الجهاد في كتابه»الإسلام بين الأمس واليوم).
وعندما انتهت حرب 1948 بين العرب واليهود وقامت إسرائيل لم يتوقف الصواف في نصرة قضية فلسطين، بل خاض جهادًا آخر في ميدان الوعي والثقافة؛ فأسس جمعية «إنقاذ فلسطين» مع طائفة من فضلاء المسلمين، وقد عملت الجمعية على جمع التبرعات وشرح القضية، وإظهار أن هذه القضية هي قضية جميع المسلمين. وعقدت الجمعية في عام 1373هـ/ 1953م مؤتمر القدس الذي حضره لفيف من العلماء. وانتدب المؤتمر الصواف وأمجد الزهاوي وعلي الطنطاوي للطواف بالعالم الإسلامي لشرح أبعاد القضية الفلسطينية.

## الصراع معالشيوعيين
كانت الأوضاع السياسية بالعراق في الستينيات تنبئ باقتراب حدوث تغيير سياسي كبير، وكانت إرهاصات حدوث انقلاب عسكري تتزايد، حتى وقع ذلك الانقلاب في (27 من ذي الحجة 1377هـ= 14 من يوليو 1958م) بقيادة عبد الكريم قاسم، وألغيت الملكية وأعلن قيام الجمهورية العراقية. وقد استقبلت الأوساط السياسية والشعبية هذا الانقلاب بابتهاج شديد سرعان ما تبدد مع صعود الشيوعيين ومحاولتهم الاقتراب من عبد الكريم قاسم الذي رحّب بهم في البداية لعدم وجود قاعدة سياسية أو حزبية يتكئ عليها في ممارسة الحكم، إضافة إلى صراعه مع الضباط الوحدويين مثل عبد السلام عارف.
أدى اقتراب قاسم من الشيوعيين إلى احتقانات سياسية عسكرية كبيرة استغل بعضها أحد قادة الجيش وهو «عبد الوهاب الشواف» للقيام بحركة انقلاب مضادة في الموصل، عرفت بحركة الشواف ساندته فيها القوى المختلفة الرافضة للشيوعية، غير أن فشل الحركة تسبب في حدوث مجازر قام بها الشيوعيون، وأشيع أن الصواف قد قُتل ونعته بعض الإذاعات العربية، غير أن الرجل كان قد اختفى فترة، ثم رحل إلى الشام سرّا عام (1379هـ= 1959م).
كان الشيخ الصواف قد أصدر مجلة «لواء الأخوة الإسلامية» التي وجهت انتقادات حادة للشيوعيين، وعندما ضاقوا بالنقد هاجموا المجلة وأحرقوا مكتبها ومطبعتها بعد 7 أعداد فقط من الصدور.
كانت الحركة الإسلامية في حينه تنتقد نظام حكم عبد الكريم قاسم؛ بسبب صعود الشيوعيين، وانتقاص الحزب الشيوعي العراقي للإسلام عقيدة وشريعة، وصدور قانون الأحوال الشخصية رقم 188 لسنة 1959 الذي ألغى كل القوانين الإسلامية المتعلقة بقضايا الأحوال الشخصية، ومنع تعدد الزوجات، وأعطى المرأة حق الطلاق والمساواة في الإرث مع الرجل؛ فوقف الإخوان لهذا القانون بالمرصاد، خاصة بعد أن أصبح لهم وجود سياسي بعد حصولهم على حكم قضائي بإنشاء حزب، وتم لهم ذلك في (ذي القعدة 1379هـ الموافق إبريل 1960) وترأسه نعمان عبد الرزاق السامرائي الذي أصدر جريدة «الفيحاء»، وكان نقد الإخوان شديدًا للشيوعيين، وكان لهم دور بارز في إحباط المشروع الشيوعي في العراق؛ لهذا سحبت وزارة الداخلية ترخيص الحزب بعد عدة شهور من قيامه في (23 من ربيع الآخر 1380هـ الموافق 15 أكتوبر 1960م).

## خروجه منالعراق
أصبحت حياته في خطر بسبب تهديدات الشيوعيين لهُ فخرج من العراق في عام 1959 قاصدا سوريا فقضى بها بضعة أشهر، ثم انتقل إلى السعودية فأكرمه الملك «فيصل بن عبد العزيز»، وعرف لهُ قدره ومكانته؛ فاختارهُ مستشاراً ومبعوثاً خاصاً لهُ إلى الملوك والرؤساء، فطاف الصواف 35 دولة غالبيتها من الدول الأفريقية، وساهم بجهود كبيرة في إنشاء منظمة المؤتمر الإسلامي، وسجّل رحلاته في كتاب «رحلاتي إلى الديار الإسلامية»، واختير عضواً بالمجلس التأسيسي لرابطة العالم الإسلامي، وعضوا في المجلس الأعلى العالمي للمساجد، والمجمع الفقهي في رابطة العالم الإسلامي. وكان لهُ دور مشهود في خدمة ودعم الجهاد الأفغاني ورأب الصدوع بين قادته الذين كانوا يقتتلون بين الحين والآخر.

## المؤلفات
لم تشغل الدعوة ولا الجهاد والرحلات إلى البلاد الإسلامية الصواف عن التأليف؛ فأخرج عددا من الكتب حقق بعضها نسبة توزيع عالية وتم ترجمتها إلى عدة لغات، ومن أهم كتبه: 
1. المخططات الاستعمارية لمكافحة الإسلام
2. أثر الذنوب في هدم الأمم والشعوب
3. معركة الإسلام بين الأمس واليوم
4. من سجل ذكرياتي
5. بين الرعاة والدعاة
6. نداء الإسلام
7. تعليم الصلاة
8. صفحات من تاريخ الدعوة الإسلامية في العراق
9. العلامة المجاهد أمجد الزهاوي شيخ علماء العراق المعاصرين
10. عدة المسلمين في معاني الفاتحة وقصار السور من كتاب رب العالمين.

## الوفاة
توفي الصواف يوم الجمعة الموافق (13 من ربيع الآخر سنة 1413هـ /11 من أكتوبر 1992م) في مطار مدينة إسطنبول؛ حيث كان ينتظر الطائرة التي ستقله إلى مكة المكرمة، وقد نقل جثمانه ودفن في مقابر المعلاة بمكة بجوار قبر الصحابي الجليل عبد الله بن الزبير.

## من اقواله
- إن معركة فلسطين هي امتداد لمعارك صلاح الدين بالأمس

## الهامش
1. 1 2   https://books.google.com.sa/books?id=OMLXAAAAMAAJ&dq=%D8%A3%D8%A8%D9%88+%D9%85%D8%AC%D8%A7%D9%87%D8%AF+%D9%85%D8%AD%D9%85%D8%AF+%D9%85%D8%AD%D9%85%D9%88%D8%AF+%D8%A7%D9%84%D8%B5%D9%88%D8%A7%D9%81&focus=searchwithinvolume&q=%D9%85%D8%AC%D8%A7%D9%87%D8%AF. {{استشهاد ويب}}: |url= بحاجة لعنوان (مساعدة) والوسيط |title= غير موجود أو فارغ (من ويكي بيانات) (مساعدة)
2. ↑  الصواف مكتبة العرب نسخة محفوظة 13 مارس 2020 على موقع واي باك مشين.
3. ↑  محمد محمود الصواف 1915-1992 نسخة محفوظة 16 يونيو 2016 على موقع واي باك مشين. أعلام الموصل في القرن العشرين للعلامة الدكتور عمر محمد الطالب "نسخة مؤرشفة". مؤرشف من الأصل في 2016-06-16. اطلع عليه بتاريخ 2011-04-18.{{استشهاد ويب}}:  صيانة الاستشهاد: BOT: original URL status unknown (link)
4. ↑  الموافق 4 ربيع الأول 1367 هـ
5. ↑  الموافق 7 من رجب 1367هـ